# Tatarzy w Trzciance
Tatarzy w Trzciance – społeczność tatarska zamieszkująca Trzciankę (województwo wielkopolskie) i okolice.

## Historia

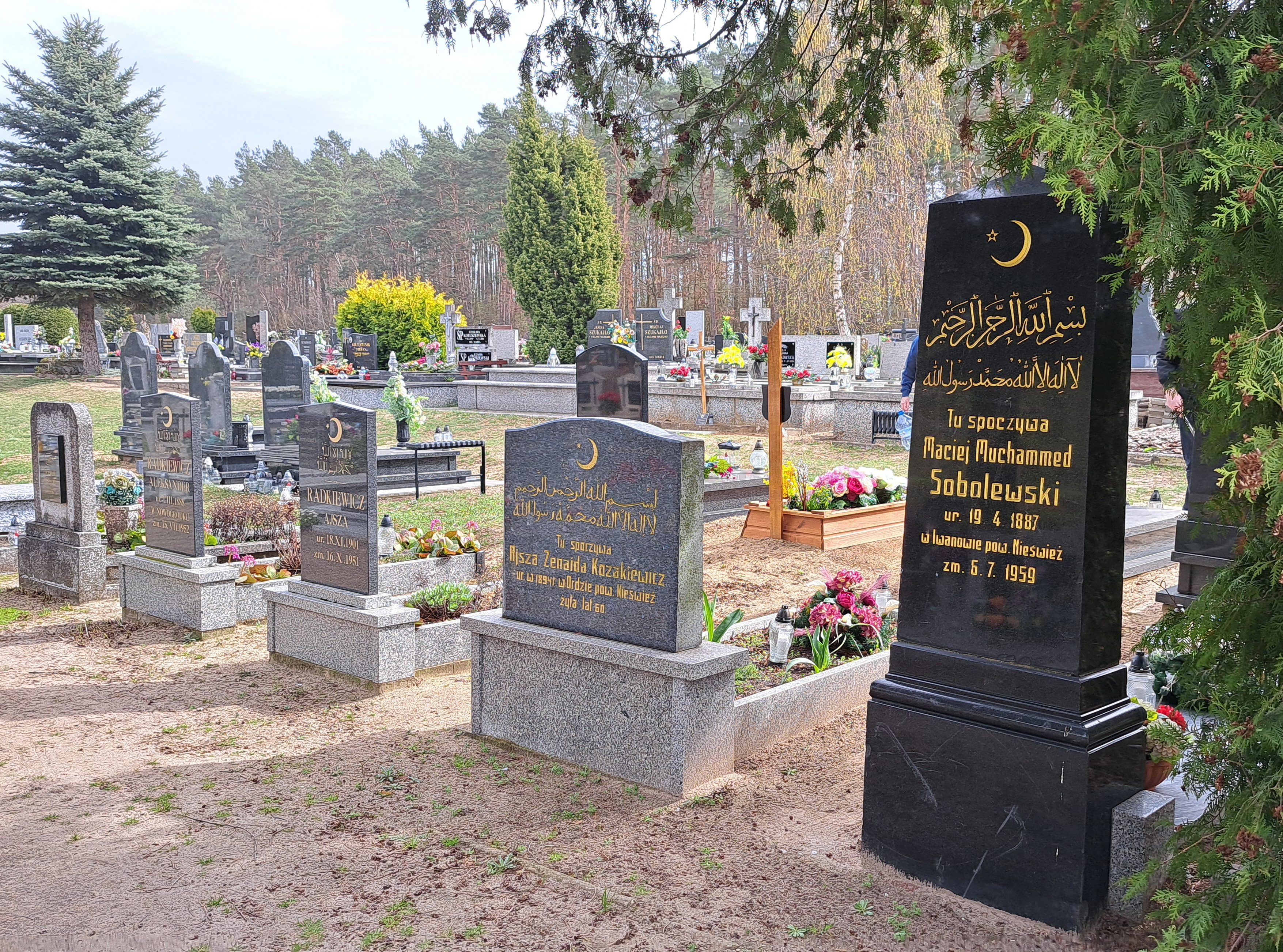
Nagrobki muzułmańskie na cmentarzu komunalnym w Trzciance

Ludność tatarska przybyła do Trzcianki po 1945 z dawnego województwa nowogródzkiego II Rzeczypospolitej w obawie przed prześladowaniami przez Sowietów, którzy przejęli tereny polskie. Największe skupiska przesiedlonych w tym okresie Tatarów powstały w Gdańsku, Szczecinie, Szczecinku, Gorzowie Wielkopolskim, Wałczu i Trzciance. Do tego ostatniego miasta przyjechało kilka rodzin przede wszystkim z okolicy Nowogródka i Nieświeża reprezentujących rody tzw. Tatarów ziemskich (hospodarskich) wywodzących się z arystokracji krymskiej (Aleksandrowiczowie herbu Szreniawa, Bajraszewscy herbu Łuk, Chazbijewiczowie herbu Strzałka, Jakubowscy herbu Topór, Kozakiewiczowie, Smólscy i Smolscy herbu Araż, Sobolewscy herbu Ślepowron). Początkowo Trzcianka była najważniejszą dla osadników tatarskich miejscowością w pasie zachodniej Polski, który to prymat utraciła w początku lat 50. XX wieku na rzecz Gorzowa.
Po osiedleniu się w mieście Tatarom trudno było przestrzegać tradycji narodowych. Nigdy nie wzniesiono meczetu. Dom modlitwy funkcjonował od 1946 do 1948 przy ulicy Gorzowskiej 48, a później modlono się w mieszkaniach prywatnych. Niełatwo było nabywać baraninę. Imamem był Mustafa Szehidewicz, a potem duchowny (imam Bekir Radkiewicz) dojeżdżał z Gorzowa Wielkopolskiego. Założono też niewielki mizar w formie kwatery w obrębie ewangelickiej części cmentarza przy ulicach Skargi i Grottgera. Początkowo chowano na nim także zmarłych Tatarów z okolic Gorzowa. Od początku lat 70. XX wieku pogrzeby odbywały się już na nowym cmentarzu komunalnym, gdzie przeniesiono też stare pochówki (część protestancką zamieniono na park). Zwłoki chowano tradycyjnie, bez trumien.
Z czasem młodsze pokolenia Tatarów trzcianeckich odchodziły od tożsamości narodowej. Dochodziło do licznych małżeństw mieszanych, w których dzieci najczęściej nie były wychowywane w wierze muzułmańskiej. Było to powodem wyjeżdżania części bardziej tradycjonalistycznie usposobionych Tatarów z miasta, a zwłaszcza z mniejszych miejscowości w okolicy. Przenoszono się na tereny zamieszkałe przez zwarte skupiska muzułmanów, głównie na Białostocczyźnie.

## Zasłużone osoby
Do najbardziej zasłużonych Tatarów trzcianeckich należeli:
- Ewa Aleksandrowicz-Lewandowska, nauczycielka matematyki, dyrektorka Zespołu Szkół w latach 1985–2000,
- Henryk Bajraszewski, referendarz budżetowo-finansowy w Ministerstwie Leśnictwa, kierownik zakładów Lubmor w latach 1964–1977, współinicjator założenia Spółdzielni Mieszkaniowej Lokatorsko-Własnościowej w Trzciance, wcześniej żołnierz Ludowego Wojska Polskiego, który przeszedł szlak bojowy od Warszawy do Berlina, po wojnie prześladowany przez komunistów,
- Emir Chazbijewicz „Mahomet”, dyrektor Zespołu Szkół Łączności (w 1995 wyprowadził się do Gdańska),
- Ewa Jakubowska, położna, radna miejska,
- Maria Medyna Bajraszewska, kierowniczka Hotelu Miejskiego[2].